# Jaarboek voor Nederlandse Boekgeschiedenis
Jaarboek voor Nederlandse Boekgeschiedenis is een jaarboek van de Nederlandse Boekhistorische Vereniging die zich richt op het oude en nieuwe boek in al zijn verschijningsvormen.

## Vereniging
De Nederlandse vereniging werd in 1993 opgericht. De leden variëren van amateur-onderzoekers tot wetenschappers, journalisten en antiquaren.
De vereniging organiseert activiteiten zoals speciale excursies naar tentoonstellingen, bibliotheken, musea en andere zaken die met het boek te maken hebben. Ook congressen behoren daarbij.

## Inhoud
Tot en met 2008 zijn 15 jaargangen van het Jaarboek verschenen. Alle verschenen Jaargangen bevatten artikelen zoals: onderzoek naar Middelnederlandse handschriften, boeken en lectuur over het Behouden Huys op Nova Zembla, moderne leeskringen, Ik, Jan  Cremer  als bestseller, het fenomeen van de trilogie, over elf eeuwen boekcultuur in de Lage Landen, over ontwikkelingen in boekhandel en uitgeverij en andere onderwerpen die met boeken te maken hebben.